# تغرغار (الجزائر)
تغرغار بلدة وبلدية تابعة لدائرة منعة في ولاية باتنة بالجزائر.

## الموقع الجغرافي
يمر عليها الطريق الوطني رقم:87 الرابط بين ولايتي باتنة وبسكرة ويحدها:
- شمــالا: بلديتي منعة (ولاية باتنة).
- شرقــا: بلديات مشونش (ولاية بسكرة).
- غربـا: بلديتي جمورة وعين زعطوط (ولاية بسكرة).
- جنوبـا: بلدية برانيس (ولاية بسكرة).

حيث تتربع بلدية تيغرغار على مساحة إجمالية تقدر بــ: 229.87 كلم2، ويبلغ عدد سكانها حسب الإحصاء العام للسكان والسكن لسنة (2008) : 6803 نسمة.